# Эмс
Эмс (нем. Ems) — река на северо-западе Германии. Общая длина 371 км. Расход воды — 80 м³/с (в 136 км от устья).
Берёт начало на юго-западных склонах гор Тевтобургский Лес, протекает по Северо-Германской низменности (по землям Северный Рейн — Вестфалия и Нижняя Саксония), впадает в бухту Долларт Северного моря, образуя эстуарий длиной 20 км. Высота истока — 135 м над уровнем моря.
Соединена каналами с бассейном Рейна, Везера и других рек, являясь частью водного пути, связывающего Прирейнский промышленный район с Северным морем.
От голландского названия реки Эмс (Eems) получило название эемское потепление.

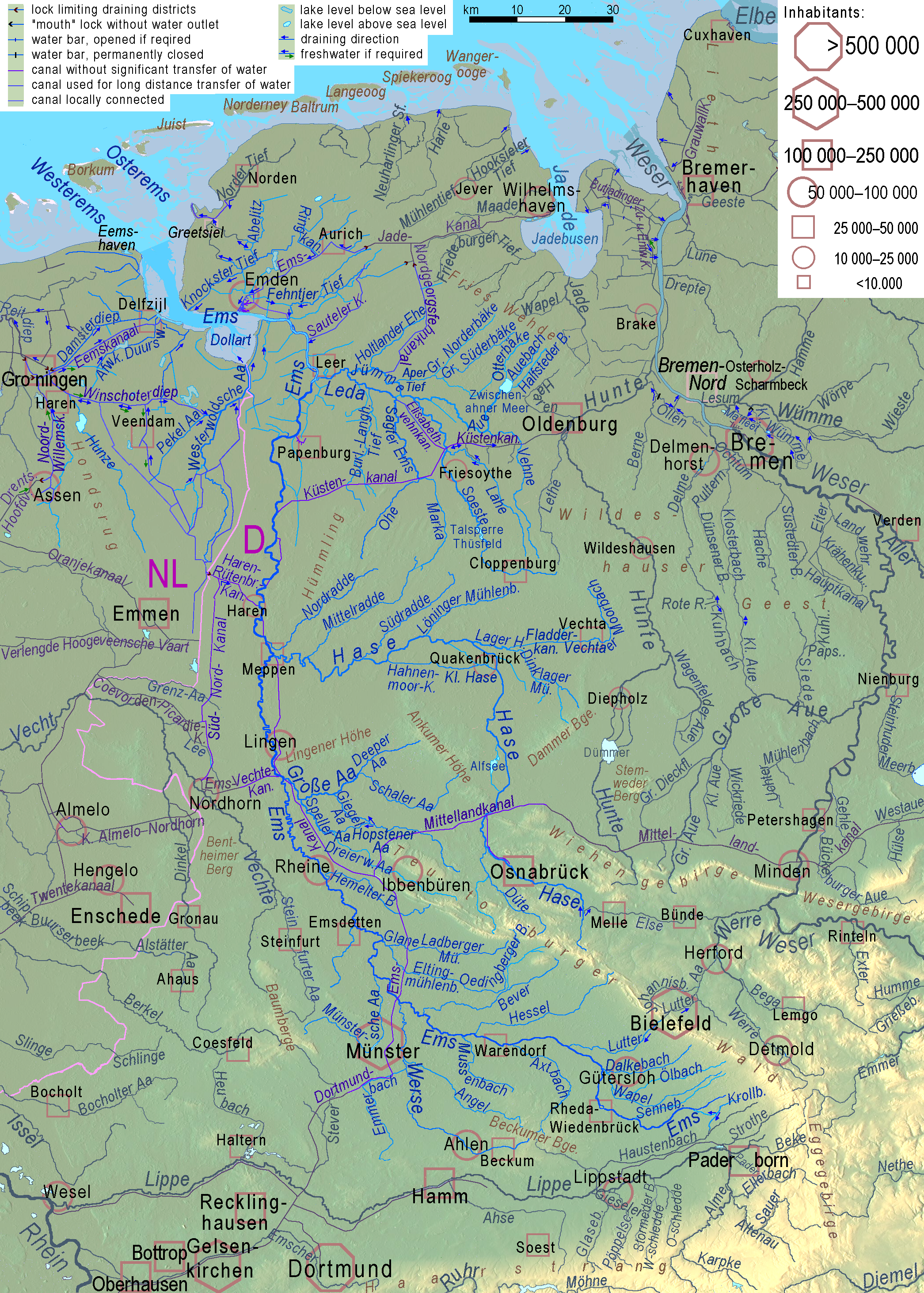

## Спорная территория
Нидерланды и Германия не договорились о точной границе, пролегающей по территории залива Долларт и устье реки Эмс. Территориальный спор приобрел актуальность, поскольку есть планы на строительство ветряных станций электрогенерации на острове Боркум.